# نیکلاس پارسونز
نیکلاس پارسونز (انگلیسی: Nicholas Parsons؛ زادهٔ ۱۰ اکتبر ۱۹۲۳ – درگذشته ۲۸ ژانویه ۲۰۲۰) یک هنرپیشه و مجری تلویزیون و رادیو اهل بریتانیا بود.
او از بازیگران اصلی بنی هیل شو بود و در سال ۲۰۰۴ میلادی موفق به دریافت افسر رتبهٔ امپراتوری بریتانیا و در سال ۲۰۱۴ میلادی موفق به دریافت فرماندهِ رتبهٔ امپراتوری بریتانیا شد.